# Белинский, Владимир Ефимович
Владимир Ефимович Белинский (1861 — не ранее 1920) — русский юрист, журналист, автор работ по правовым вопросам, геральдике, генеалогии, политике, театру.

## Биография
Родился 18 июля 1861 года[по какому календарю?] в Варшаве.
Учился в классической гимназии. В 1882 году окончил юридический факультет Варшавского университета.
Служил исправляющим должность обер-секретаря Второго Департамента Правительствующего Сената.
С 1898 года печатался под собственным именем и под псевдонимами Алконост, Алкион , Альцион, В. Б., Саладин, Юрист в «Судебной газете», «Журнале Санкт-Петербургского юридического общества», «Журнале Министерства Юстиции», «Вестнике гражданского права», «Юридической газете», «Новом времени», «Санкт-Петербургских ведомостях», «Природе и людях» и других изданиях.
Участвовал в полемике о новом национальном флаге Российской империи: оспаривал «геральдичность» петровского бело-красно-синего знамени, доказывая правильность бело-жёлто-черных цветов. Написал и в 1911 году издал монографию «Русский национальный флаг и его реформа», в которой осветил вопрос о русском национальном государственном флаге, его генезиса в истории России. Во вступительной статье описал общие правила геральдики. Являлся автором Русского геральдического словаря, который был издан в Санкт-Петербурге в 1912—1913 годах.
Критические статьи о дефектах судебного строя навлекли на В. Е. Белинского преследования со стороны Министерства юстиции, что заставило Белинского оставить службу «по выслуге пансиона».
После 1917 года служил в Петроградском губвоенкомате. Дальнейшая судьба неизвестна.

## Публикации
- Органы управления акционерных кампаний. — Варшава, 1891.
- Учредительство согласно проекту нового положения об акционерных предприятиях // Журнал Министерства Юстиции. — СПб., 1899. — № 1 (Январь). — С. 186—198.
- Основной предпринимательский капитал с точки зрения современного акционерного законодательства // Журнал Министерства Юстиции. — 1899. — Кн. 8.
- Эволюция учреждений акционерных товариществ. — СПб., 1903.
- Русский национальный флаг и его реформа. — СПб., Сенатская типография, 1911.
- Русский геральдический словарь. Вып. 1-2. — СПб., 1912—1913.